# Kraanbaan Laren

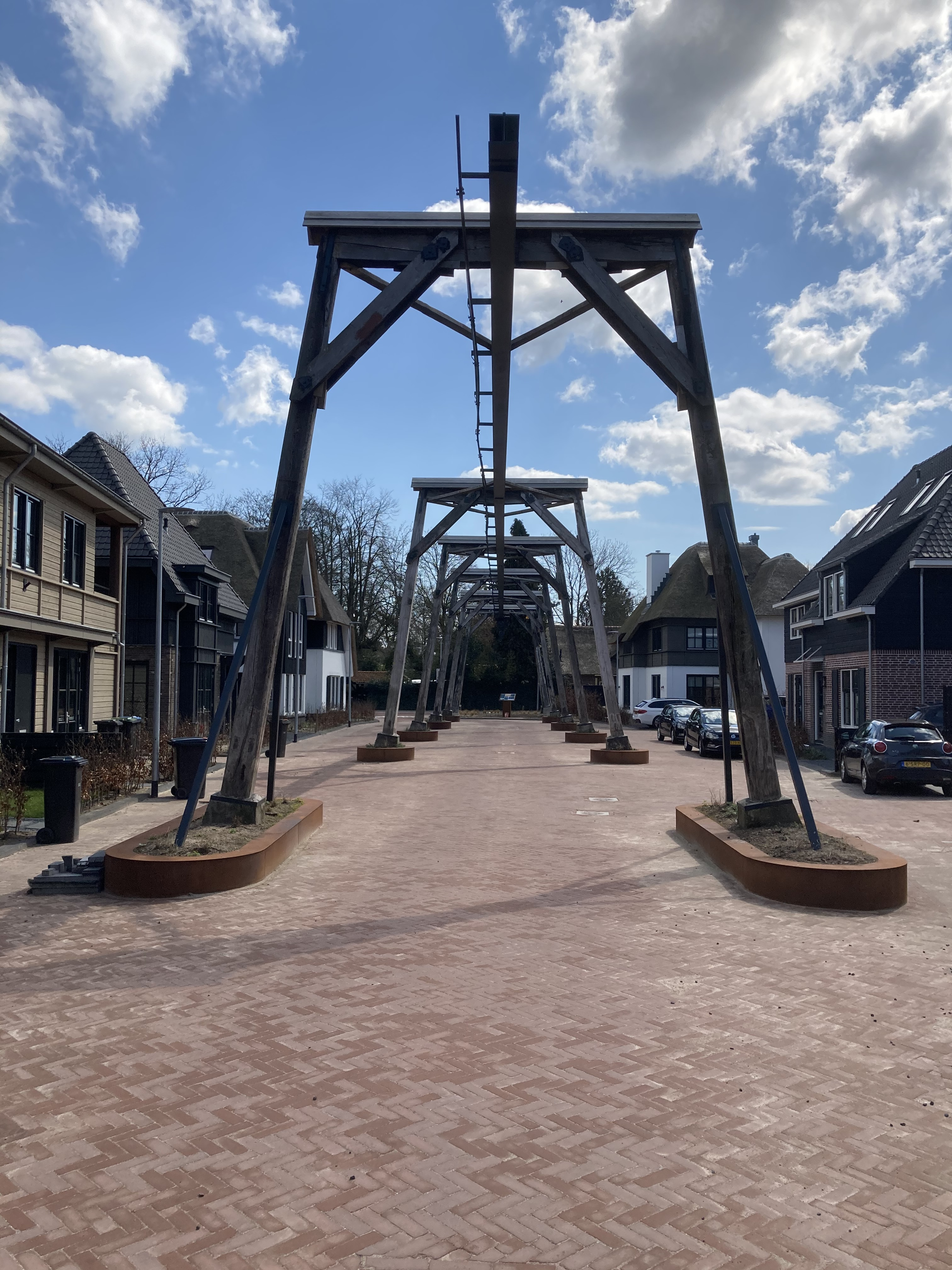
De Kraanbaan in de richting van de Zijtak

Kraanbaan Laren is een gemeentelijk monument aan De Houtzagerij in Laren in de provincie Noord-Holland. 
Technisch gezien is de constructie geen 'kraanbaan' omdat er geen sprake is van een rijdend hijswerktuig dat kan wenden en draaien. In de volksmond werd de elektrisch bewegende takel evenwel 'kraanbaan' genoemd. 
De firma Van Dijk begon in 1874 als firma Van Dijk Houthandel en Zagerij. Het bedrijf leverde in de beginjaren veel materiaal voor de aanleg van de spoorlijn Amsterdam-Amersfoort. In de loop der jaren ontwikkelde het familiebedrijf zich tot timmerbedrijf en aannemer.

## Constructie
De 6 meter brede en 55 meter lange hangbaan met takel maakte het lichamelijke werk vanaf 1946 een stuk lichter. De constructie van hoge houten jukken maakte dat boomstammen sneller konden worden verplaatst en gestapeld. 
De gelaste stalen rail wordt gedragen door twee eindjukken en vier tussenstukken. Om de stabiliteit van de rail in de lengterichting te waarborgen bestaan de poten van de eindjukken uit een omgekeerde V-vorm. Tussen de jukken en de rail bevinden zich horizontale houten schoren. Een soort houten overkapping dient om inregenen te voorkomen. De horizontale dwarsbalk is met schoren verbonden met de staanders. De houten delen zijn onderling door-en-door verbonden met zware bouten en moeren. De staanders zijn bevestigd in betonnen sokkels. De rail liep destijds door tot in de houtzagerij zodat de takel beschermd was tegen weer en wind. Een stroomrail zorgde voor de elektrische voeding van de takel. De hijscapaciteit van de takel is vijf ton. De takel van het merk Jaffa werd met een hangdrukknoppenkast vanaf de grond bediend. De bedieningsman liep tijdens het verrijden van de takel mee met de last.

## Transport
Na droging werden de aangevoerde boomstammen vanaf de in de beginjaren vanaf de Zijtak met een mallejan of een bomenwagen zover mogelijk onder de kraanbaan opgestapeld. Een speciale tang zorgde voor vastklemmen van de boomstammen. Later zorgde een truck met oplegger voor de aanvoer of werden de stammen met behulp van het smalspoor onder de kraanbaan gebracht. Aan het eind van de kraanbaan werden de stammen op een lorrie voor de zagerij gelegd. Vervolgens werden de stammen met de lorrie de zagerij binnengereden. De dikte van de gezaagde planken kon worden ingesteld met een verticale zaag. Een horizontale zaag was bedoeld voor de productie van balken in diverse soorten en maten.  
De hangbaan bestaat uit een aan jukken opgehangen rail met een verrijdbare elektrische takel. De originele takel, met een hijsvermogen van 5 ton, werd in 1980 vervangen door een modernere takel.

## Renovatie
In de jaren 70 werd een complete restauratie uitgevoerd. Naast reparatie en vervanging van veel houtwerk werd de originele Jaffa-takel vervangen door een takel van het merk DEMAG. 
De kraan bleef in 2011 gespaard bij een grote brand die de houtzagerij van Van Dijk in de as legde. De houtwerf sloot in 2016. Op het terrein van de houtzagerij werd vervolgens een wijk met 36 huizen gebouwd. Bij de renovatie van de kraanbaan werden de verrotte stukken aan de onderzijde verwijderd en opgevuld met epoxy en glasfiberstaven. Het bovenwerk werd gerestaureerd en geschilderd. In 2021 werd bij het voltooien van het plan De Houtzagerij een informatiebord onthuld met een beschrijving van de geschiedenis van de kraanbaan. 
Naast het cultuurhistorische aspect fungeert het bouwwerk ook als verkeersremmer. De weg slingert om de eindjukken heen en haalt zo de snelheid uit het verkeer dat de straat in- en uitrijdt. 